# زينب رضوان
زينب رضوان برلمانية مصرية عن الحزب الوطني الديمقراطي وأستاذة الفلسفة وأصول الشريعة الإسلامية، ووكيلة مجلس الشعب المصري (البرلمان) وعضو المجلس القومي لحقوق الإنسان في مصر.
ولدت د. زينب عبد المجيد رضوان في 14 نوفمبر 1943. حصلت زينب رضوان على بكالوريس الفنون والتعليم في الفلسفة من كلية البنات بجامعة عين شمس العام 1964 ، وماجستير الفلسفة الإسلامية من نفس الكلية في العام 1972. ودرجة الدكتوراة في الفلسفة الإسلامية من جامعة الأسكندرية العام 1978.

## مؤلفات
للدكتورة زينب رضوان عدد من الكتب والمؤلفات بينها:
- 1982 - النظرية الاجتماعية في الفكر الإسلامي : أصولها و بناؤها من القرآن والسنة.
- 1991 - التعليم الدينى في مصر (1952-1981).[2]
- 1996  - المرأة في المنظور الإسلامي : بعض القضايا.
- استاذ متفرغ بمعهد الدراسات الاسلاميه
- بالمهندسين ( خاص بالدراسات العليا فقط )
- تخرج علي يدها المستشار / محمد حسن الفقي

## وصلات خارجية
- نقاش في برن حول حقوق المرأة بين التعاليم الإسلامية والواقع المعاش
- وكيلة مجلس الشعب تؤيد حظر النقاب لأنه يسهّل الإرهاب